# نیما عالمیان
نیما عالمیان (زاده ۳ دی ۱۳۷۱ در بابل) بازیکن تنیس روی میز و ملی‌پوش اهل ایران است. وی فعالیت خود را ۲۰۰۰ شروع کرده‌ و موفقیت‌های زیادی داشته‌است. او در سال ۲۰۰۷ با ورود به تیم ملی نونهالان به عرصه ملی راه پیدا کرد و در تمام رده‌های تیم ملی تنیس روی میز ایران حضور داشته‌است.برخی او را برترین پینگ پونگ باز تاریخ ایران می دانند. او هم ‌اکنون عضو باشگاه  لارومانگ فرانسه است. یاسر عباسی مشاور حقوقی فدراسیون تنیس روی میز به همراه رحمت عالمیان، پدر نیما و نوشاد مدیریت ورزشی و برنامه برادران عالمیان را عهده دار می باشند. عالمیان در سال ۲۰۲۰ _ ۲۰۲۱ در تیم باشگاه فراسنج و لیگ برتر بزرگسالان حضور دارد. او برادر نوشاد عالمیان است، که در همین رشته فعالیت دارد.

## نتایج و افتخارات
نیما عالمیان در مسابقات انتخابی المپیک ۲۰۱۶ در هنگ‌کنگ، سهمیه حضور در المپیک را به دست آورد. او در مسابقات تور جهانی تنیس روی میز اسپانیا در سال ۲۰۱۸ موفق به‌کسب مدال برنز شد.

### مسابقات بین‌المللی
مسابقات جهانی تنیس روی میز
- پاریس ۲۰۱۳[۱۱]
- توکیو ۲۰۱۴: تیمی[۱۲]
- ۲۰۱۵: دونفره: یک‌شانزدهم نهایی،[۱۳] انفرادی: یک‌شانزدهم نهایی[۱۴]
- ۲۰۱۶[۱۵]

تنیس روی میز قهرمانی آسیا
- ۲۰۱۳[۱۶]
- ۲۰۱۵[۱۷]
- کسب رنکینگ ۲۰۵ انفرادی وکسب رنکینگ ۲۲ دوبل

در مسابقات آسیایی ۲۰۲۳
- کسب مقام آسیایی برنز در بازی دوبل ، همراه برادرش نوشاد عالمیان .[۱۹]

## حواشی
در مسابقات المپیک ۲۰۲۱ توکیو،‌نیما عالمیان در نخستین دیدار خود در این رقابت ها در برابر «پل درینکهال» بریتانیایی قرار گرفت. این رقابت با اعتراض های مکرر به داور و عملکرد عصبی نیما عالمیان همراه بود. در یک صحنه از بازی نیما عالمیان به علامت اعتراض راکت خود را بر روی میز مسابقه پرتاپ کرد.
  

مسئولان شهر بابل در تقدیر از او و نوشاد عالمیان بخاطر صعود تیم ملی پینگ پنگ ایران به دسته یک جهان، مبلغ ۱۰۰ هزارتومان هدیه دادند. نیما عالمیان در این باره گفت:
پینگ پنگ بعد از صد سال به دسته یک جهان صعود کرد اما با ۱۰۰ هزارتومان از من و نوشاد تجلیل کردند. واقعاً کارشان زشت بود  همین اتفاقات باعث سرخوردگی ورزشکاران و نخبه‌ها می‌شود. خودشان بعداً خجالت زده شدند و خیلی با ما تماس گرفتند و عذرخواهی کردند و گفتند جبران می‌کنیم. ان‌شاءالله بتوانند جبران کنند (باخنده). البته قول دادند وضعیت اشتغال من و نوشاد را حل کنند حالا باید ببینیم چقدر عملی می‌شود.